# 플라기오프탈모수쿠스

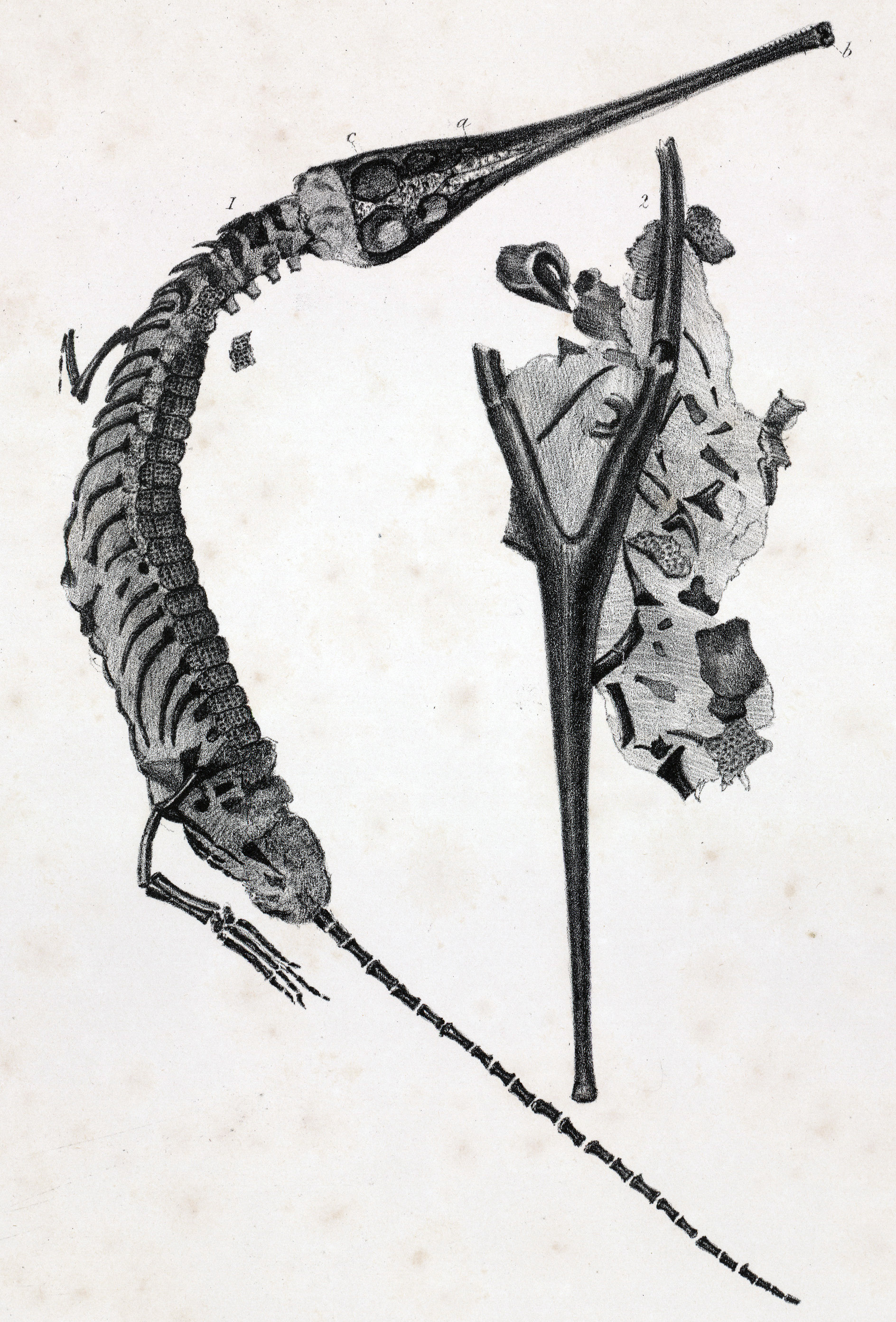

플라기오프탈모수쿠스(학명:Plagiophthalmosuchus gracilirostris)는 악어목 텔레오사우루스과에 속하는 악어이다. 지금은 멸종된 악어로 몸길이가 4~6m인 거대한 악어에 속한다.

## 특징
플라기오프탈모수쿠스는 바다를 적응하여 바다에서 살았던 바다악어 중에 하나이다. 바다에 적응하여 살았던 종이기 때문에 바다에 녹아있는 염분을 걸러내는 기능이 매우 잘 발달되어 있었다. 주둥이가 짧고 길게 확장되었으며 수영에 적합하도록 발의 모습이 물갈퀴의 모습으로 진화하였다. 현생의 고래, 돌고래와 같이 바다에서 직접 자신의 어린 개체를 출산하였는지 아니면 현생의 바다거북처럼 해변으로 올라와서 알을 산란하였는지에 대해서는 자세하게 알려진 것이 없다. 양턱에는 총 25개~30개의 톱니 모양을 가진 날카로운 이빨을 가지고 있으며 이를 통해 먹이를 사냥했을 것으로 추정이 된다. 분류학적으로 따지면 플라기오프탈모수쿠스는 초기 쥐라기(Early Toarcian)의 형태로 알려진 텔레오스로이드의 속이다. 영국 요크셔주 휘트비시의 휘트비 머드스톤 포메이션과 룩셈부르크의 두델란지로서 활자종인 P. gracilirostris는 원래 1836년에 텔레오사우루스의 종으로 명명되었으나 1961년에 스테네오사우루스로 옮겨졌고 2020년에 다시 자신의 속주로 옮겨졌다. 먹이로는 당대에 서식하던 물고기, 오징어, 갑각류 등을 잡아먹고 살았을 육식성의 포식자로 추정되는 종이다.

## 생존시기와 서식지와 화석의 발견
플라기오프탈모수쿠스가 생존하던 시기는 쥐라기 초기로서 지금으로부터 약 2억년전~1억 8천만년전에 생존했던 악어이다. 생존했던 시기에는 유럽을 중심으로 하는 대서양과 인도양에서 주로 서식했던 종이다. 화석의 발견은 2020년에 유럽의 쥐라기에 형성된 지층에서 고생물학자들에 의해 처음으로 발견이 되어 새롭게 명명된 종이다.

## 같이 보기
- 악어
- 중생대
- 쥐라기
- 파충류
- 화석